# روح‌الله سمیعی‌نیا
روح‌الله سمیعی‌نیا (انگلیسی: Rouhollah Samieinia؛ زاده ۱۷ مارس ۱۹۷۹) یک بازیکن فوتبال اهل ایران است.